# Tultitlán
Tultitlán é um dos 125 municípios do estado do México, situado na parte leste da entidade federativa. Possui uma população de 524.074 habitantes, distribuída em uma área de 71,10 km².
A parte ocidental do município, a principal, faz fronteira com Cuautitlán e Tultepec a norte; com Gustavo A. Madero e Tlalnepantla de Baz a sul; com Cuautitlán Izcalli a oeste; e com Coacalco de Berriozábal a leste. Já a parte oriental, exclave, faz fronteira com Cuautitlán e Nextlalpan a norte; com Coacalco de Berriozábal e Ecatepec de Morelos a sul; com Cuautitlán a oeste; e com Tonanitla a leste. Tultitlán compõe, junto com outros municípios, a Região Metropolitana do Vale do México.

## Transportes

### Trem Suburbano do Vale do México
Tultitlán é atendido pelas seguintes estações do Trem Suburbano do Vale do México:
- Lechería
- Tultitlán

## Governo e administração
A cabecera municipal é a povoação de Tultitlán de Mariano Escobedo, lugar onde governa a autoridade mais importante do município que es apresentado por o Ajuntamento.
| Prefeito                    | Periodo   |
| --------------------------- | --------- |
| Héctor Fragoso Perete       | 2000-2003 |
| José Antonio Rios Granados  | 2003-2006 |
| Juan Antonio Preciado Muñoz | 2006-2009 |
| Héctor Fragoso Perete       | 2009-2012 |
| Sandra Mendez Hernández     | 2012-2015 |
| Jorge Adán Barrón Elizalde  | 2015-2018 |
| Elena García Martínez       | 2019-2021 |